# Casa de Alcalá

Mapa del Reino de Sevilla (1750-54), según las Respuestas Generales del Catastro de Ensenada. En violeta claro los estados de la casa de Alcalá en dicho reino.

La casa de Alcalá es una casa nobiliaria española originaria de la Corona de Castilla, formada sobre la casa de Ribera y una rama de la casa de Enríquez. Su nombre proviene del ducado de Alcalá de los Gazules, otorgado en 1558. El heredero del duque de Alcalá lleva el título de marqués de Tarifa. Sus señoríos jurisdiccionales eran Alcalá de los Gazules, Paterna de Rivera, Tarifa, Bornos, Espera y Los Molares. La casa de Alcalá se incorporó a la casa de Medinaceli, donde permanece en la actualidad, a partir de 1639, cuando Ana María Luisa Enríquez de Ribera, III marquesa de Alcalá de la Alameda, esposa de Antonio Juan Luís de la Cerda, VII duque de Medinaceli, heredó los títulos y estados de la casa de Alcalá de los Gazules de su prima hermana María Enríquez de Ribera, IV duquesa de Alcalá de los Gazules y muerta sin descendencia. 
La casa es especialmente conocida por haber ostentado el Adelantamiento y la Notaría Mayor de Andalucía con carácter hereditario, y por algunos de sus miembros más destacados como Perafán de Ribera, Catalina de Ribera y San Juan de Ribera. Asimismo por el patronato ejercido sobre fundaciones religiosas como la cartuja de Santa María de las Cuevas, el hospital de las Cinco Llagas y el convento del Corpus Christi de Bornos, además de obras civiles como el palacio de los Ribera en Bornos en el castillo del Fontanar, la casa de Pilatos y el palacio de las Dueñas, así como la importantísima colección de mármoles clásicos del I duque de Alcalá, que reunió mientras fue virrey de Nápoles, cargo que también ejerció el tercer duque. Del mismo modo, el linaje Ribera ha dejado su huella en el topónimo del municipio Paterna de Rivera, que fue parte de sus señoríos jurisdiccionales.

## Historia
La rama principal de los Ribera, condes de los Molares y Adelantados de Andalucía, se unió a una rama menor de la familia Enríquez, Almirantes de Castilla, surgiendo los "Enríquez de Ribera". Pedro Enríquez Fernández de Quiñones, I Señor de Tarifa (+1493), segundo hijo de Bernardino Fadrique, I Conde de Melgar, II Almirante de Castilla, II Señor de Medina del Río Seco, y de su segunda mujer Teresa Fernández de Quiñones, de los Señores de Luna, casó en primeras nupcias con Beatriz de Ribera, II Condesa de Los Molares, hija de Per Afán de Ribera, I Conde de los Molares y Adelantado de Andalucía, y de María de Mendoza, hija de Íñigo López de Mendoza, I Conde del Real de Manzanares, Marqués de Santillana, y de Catalina Suárez de Figueroa. De este matrimonio nació Francisco Enríquez de Ribera (+1509), III Conde de los Molares, V Adelantado de Andalucía, I Señor de Alcalá de los Gazules, casado con Leonor Ponce de León, hija de Rodrigo Ponce de León, III Conde de los Arcos, que no tuvo sucesión. Sin embargo Pedro Enríquez volvió a casarse con la hermana de Beatriz, Catalina de Ribera, IV Condesa de los Molares, matrimonio del que nació Fadrique Enríquez de Ribera (1539), V Conde de los Molares, I Marqués de Tarifa (1514), VI Adelantado Mayor de Andalucía, casado en 1499 con Elvira Fernández de Córdoba, hija de Alfonso Fernández de Córdoba, VI Señor de Aguilar, matrimonio que no tuvo sucesión y que fue anulado en 1509. Sin embargo, este V Conde de los Molares tuvo descendencia natural: Catalina Enríquez de Ribera. Su hermano, Fernando Enríquez de Ribera, capitán general de Sevilla, se casó con Inés Portocarrero, hija de Pedro Portocarrero, el Sordo, hijo del VI Señor de Moguer, matrimonio del que nacieron Perafán, I Duque de Alcalá de los Gazules y Fernando, II Duque del mismo título. El Marquesado de Tarifa fue concedido en 1514. La actual duquesa de Alcalá de los Gazules es la princesa de Hohenlohe-Langenburg Victoria von Hohenlohe-Langenburg, duquesa de Medinaceli, etc.

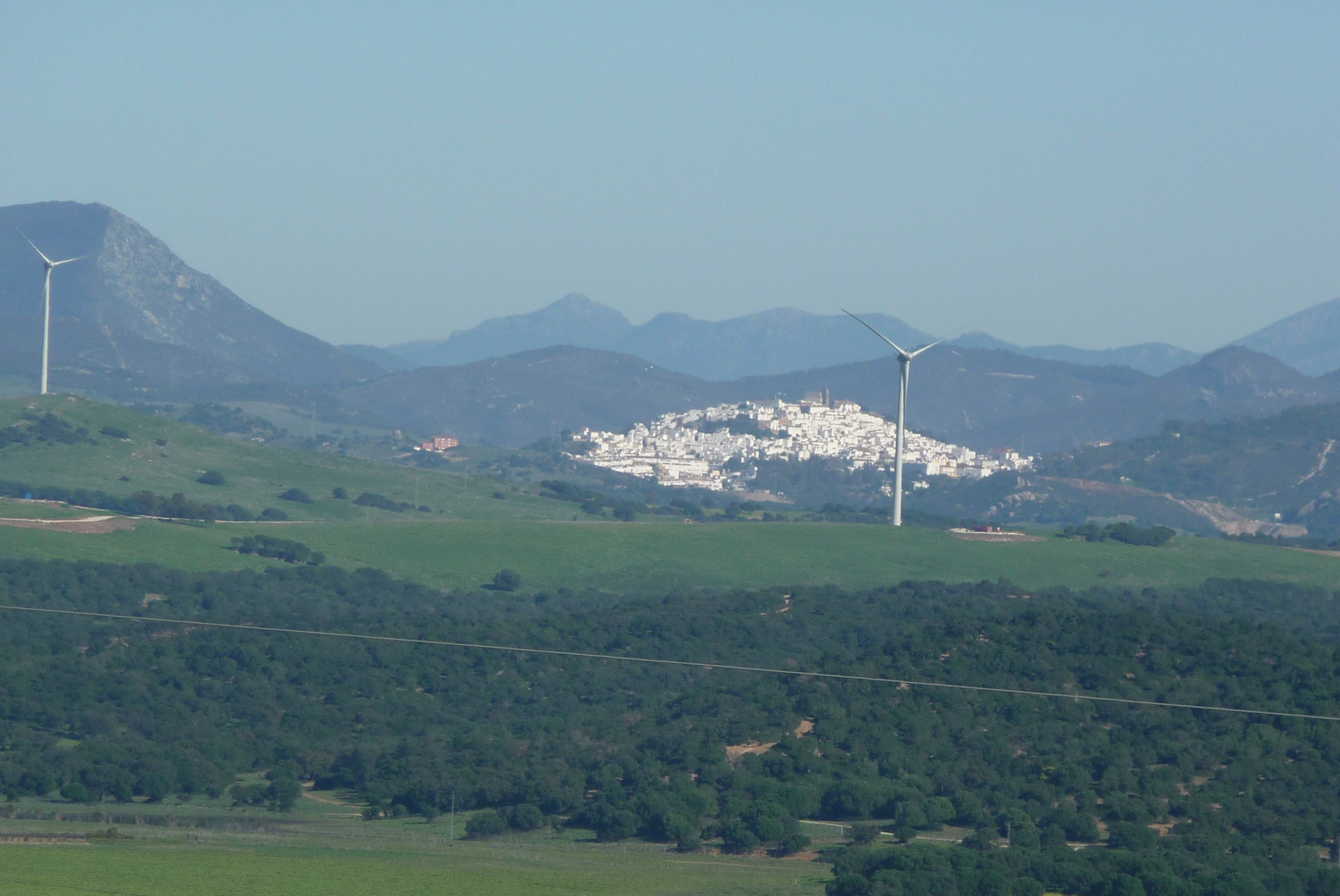
Vista de Alcalá de los Gazules, municipio que da nombre a la casa nobiliaria.
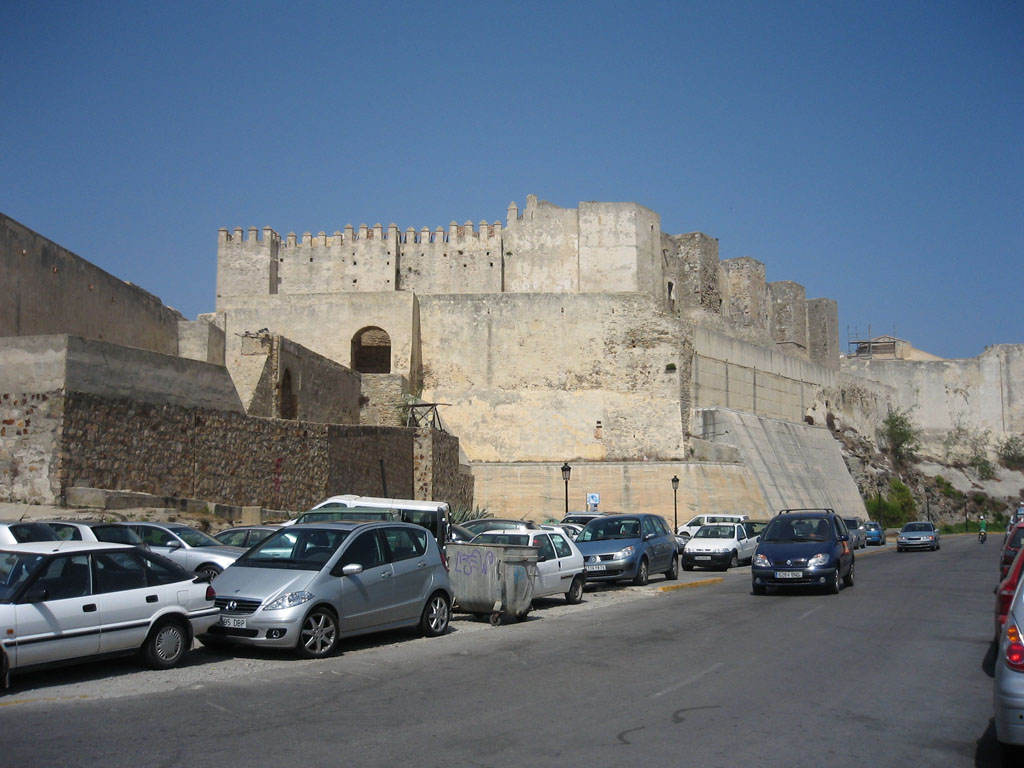
Castillo de Tarifa. El heredero de la casa ostentaba el marquesado de Tarifa.
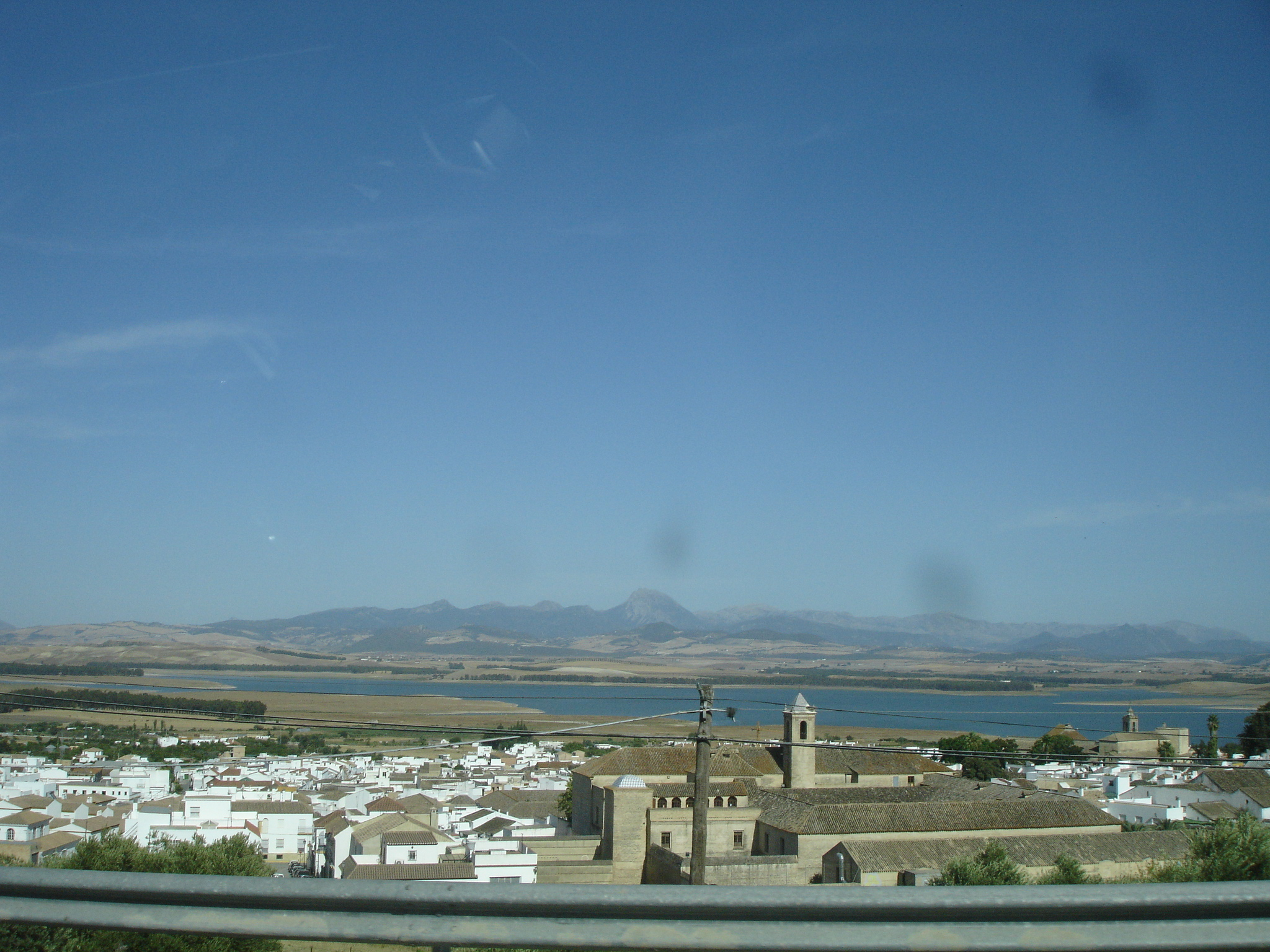
Bornos, principal residencia de los duques de Alcalá fuera de Sevilla.
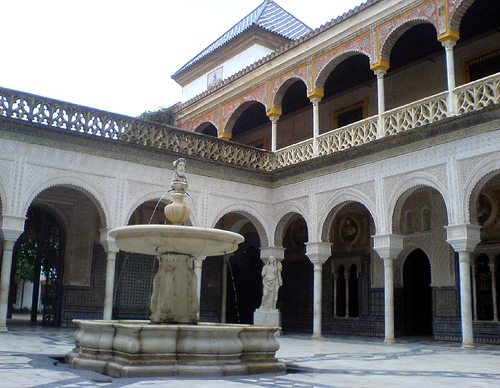
Patio principal de la Casa de Pilatos, en Sevilla.
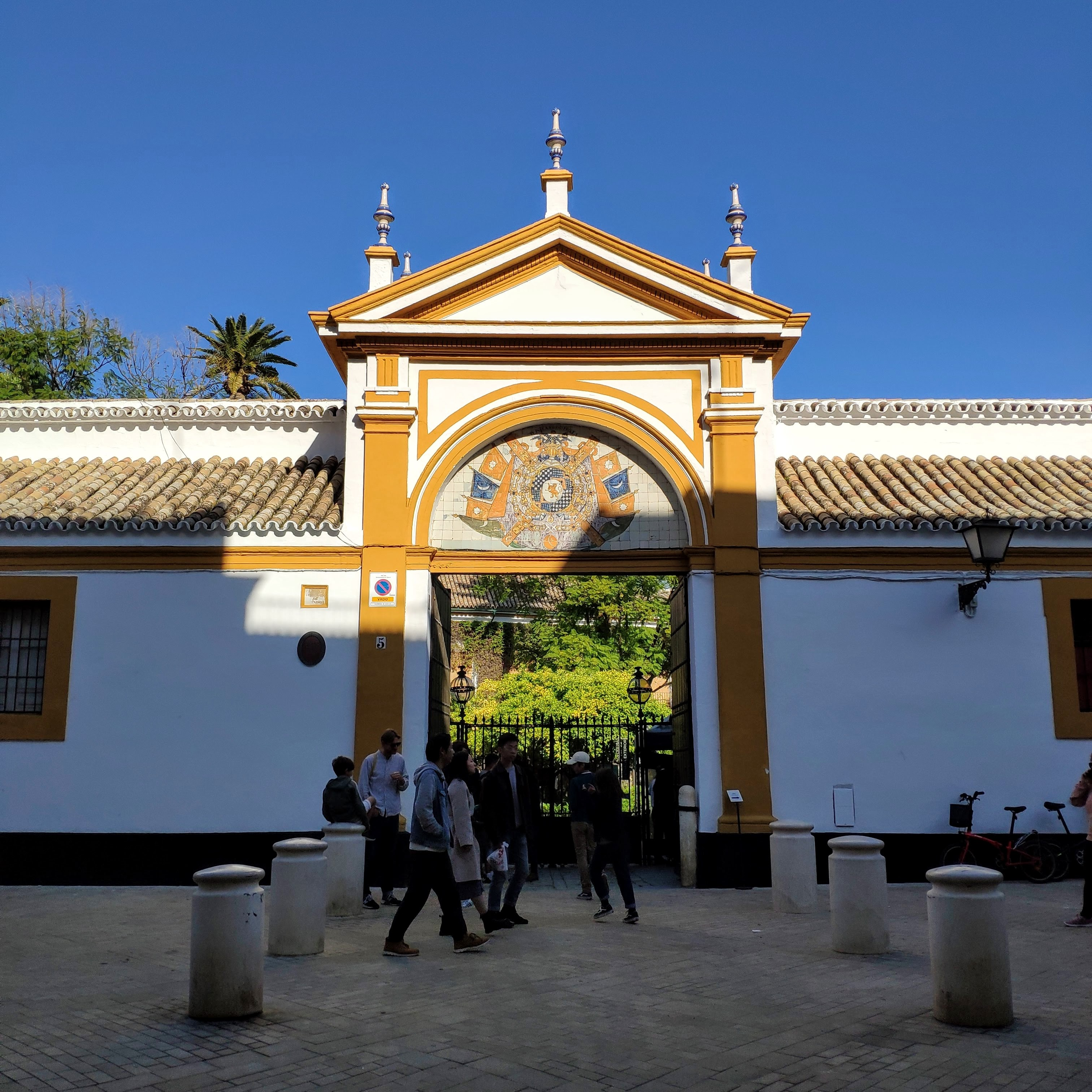
Entrada del Palacio de las Dueñas, en Sevilla.
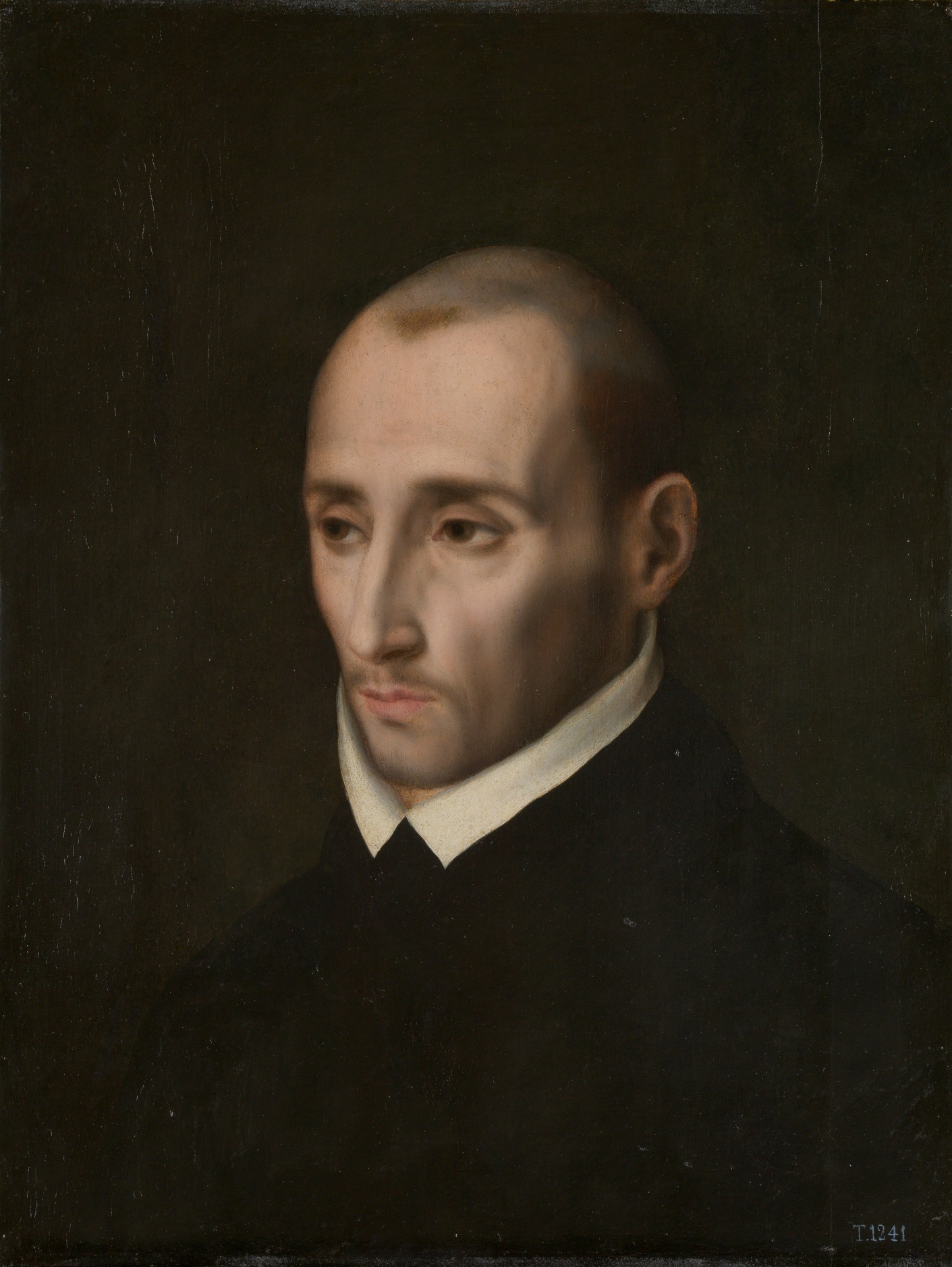
San Juan de Ribera, retratado por Luis de Morales.
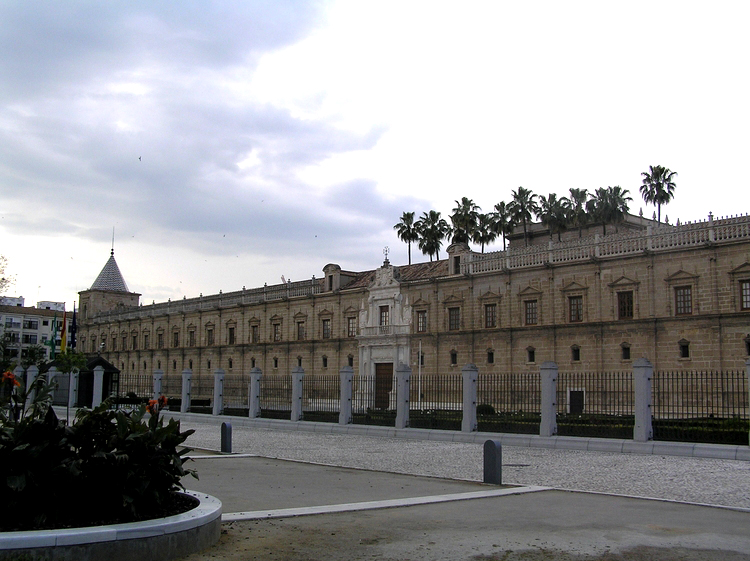
Hospital de las Cinco Llagas, hoy sede del Parlamento de Andalucía.
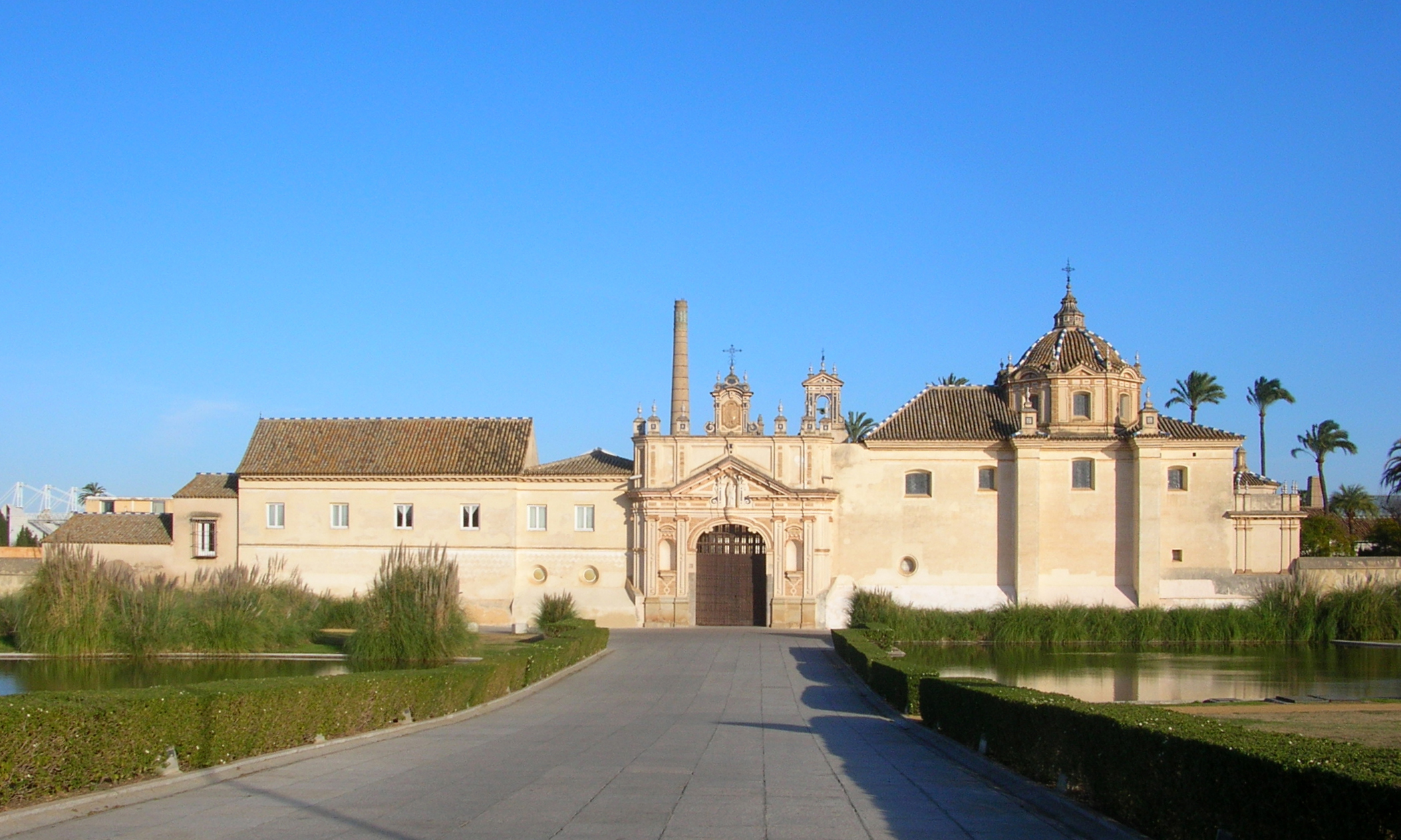
Vista de la Cartuja de Santa María de las Cuevas, panteón de la Casa de Alcalá.